# Bradley McIntosh
Bradley John McIntosh (Lambeth, Londres, Inglaterra, 8 de agosto de 1981) es un cantante y actor inglès-jamaicano, más conocido como miembro del grupo S Club 7, que se formó cuando él tenía 17 años en 1998. McIntosh fue a la "Greenshaw Highschool" en Sutton. Sus padres fueron parte, en los años ochenta, de la banda pop-soul The Cool Notes.

## S Club 7
En el grupo S Club 7, con el que McIntosh saltó a la fama, también protagonizó con los 6 miembros restantes las 4 temporadas de las series de televisión asociadas a la banda, así como también la película "Seeing Double".
S Club 7 es muy conocido por sus sencillos "S Club Party", "Don't Stop Movin'", "Reach" y "Never Had A Dream Come True".

## Upper Street
En el año 2006, McIntosh participó en el reality show de MTV "Totally Boyband", donde pasó a formar parte de una nueva banda formada por exmiembros varones de grupos exitosos. Sin embargo, su primer (y único) sencillo, "The One", fue un desastre comercial, llegando solo al Número 35 en las listas de Inglaterra. Pronto, la banda se separó.

## Después de las bandas
También en 2006, fue una de las celebridades que se presentó en "Sport Relief", boxeando contra Jack Osbourne.
Desde entonces, McIntosh se ha presentado como DJ en varios clubs y fiestas privadas cerca de Essex. También ha grabado variado material solista y colaboraciones con otros artistas como Robbie Glover.
Ha tenido un solo hit como solista hasta ahora, que fue la canción "Wonder Girl" en 2005. Actualmente, piensa en una carrera dentro del hip hop, que probablemente se concrete para 2010, cuando su nuevo sencillo sea lanzado.
Más recientemente, desde noviembre de 2008, McIntosh está formando parte de una mini reunión de S Club 7 con sus excompañeros Paul Cattermole y Jo O'Meara, presentándose en universidades, clubs nocturnos y otros varios lugares, conocidos como S Club 3.